# 加利福尼亚州州道
加利福尼亚州州道（英語：California State Route），或称加利福尼亚州州级公路（英語：California State Highway），是加利福尼亚州境内的州级公路。由加利福尼亚州运输部维护，日常巡逻由加利福尼亚州公路巡警执行。部分符合条件的加利福尼亚州州道被纳入了加州高速及快速公路系統，后者还包括州际公路和部分符合条件的美国国道路段。